# Jazz Tour
A Jazz Tour foi uma turnê mundial da banda britânica de rock Queen, a fim de promover o álbum Jazz.
Parte dos shows na Europa foram gravados e lançados como um álbum ao vivo, o Live Killers, o primeiro ao vivo do Queen.
Esta turnê se caracterizou por ser bastante extensa do que as anteriores, o que, somado ao pouco descanso que teve a banda desde as sessões de gravação do álbum Jazz, provocou problemas vocais no cantor Freddie Mercury. Durante os shows no Japão, o artista praticamente estava sem voz.

## Repertório

### Primeira parte
1. "We Will Rock You" (versão acelerada)
2. "Let Me Entertain You"
3. "Somebody To Love"
4. "If You Can't Beat Them"
5. "Death on Two Legs"
6. "Killer Queen"
7. "Bycicle Race"
8. "I'm In Love With My Car"
9. "Get Down Make Love"
10. "You're My Best Friend"
11. "Now I'm Here"
12. "Spread Your Wings"
13. "Dreamer's Ball"
14. "Love of My Life"
15. "'39"
16. "It's Late"
17. "Brighton Rock"
18. "Fat Bottomed Girls"
19. "Keep Yourself Alive/Fun It" (intro)
20. "Bohemian Rhapsody"
21. "'Tie Your Mother Down"
22. "Sheer Heart Attack"
23. "We Will Rock You"
24. "We Are The Champions"
25. "God Save The Queen"

#### Canções ocasionalmente apresentadas
- "Jailhouse Rock"
- "Big Spender"

### Segunda e terceira parte
1. "We Will Rock You" (versão acelerada)
2. "Let Me Entertain You"
3. "Somebody To Love"
4. "If You Can't Beat Them"
5. "Death on Two Legs"
6. "Killer Queen"
7. "Bycicle Race"
8. "I'm In Love With My Car"
9. "Get Down Make Love"
10. "You're My Best Friend"
11. "Now I'm Here"
12. "Don't Stop Me Now"
13. "Spread Your Wings"
14. "Dreamer's Ball"
15. "Love of My Life"
16. "'39"
17. "It's Late"
18. "Brighton Rock"
19. "Keep Yourself Alive/Fun It" (intro)
20. "Bohemian Rhapsody"
21. "Tie Your Mother Down"
22. "Sheer Heart Attack"
23. "We Will Rock You"
24. "We Are The Champions"
25. "God Save The Queen"

#### Canções ocasionalmente apresentadas
- "Fat Bottomed Girls" no lugar de "If You Can't Beat Them"
- "Teo Torriatte"
- "Mustapha" (intro)
- "Jailhouse Rock"
- "Big Spender"

### Quarta parte
1. "We Will Rock You" (versão acelerada)
2. "Let Me Entertain You"
3. "If You Can't Beat Them"
4. "Mustapha"
5. "Death On Two Legs"
6. "Killer Queen"
7. "I'm In Love With My Car"
8. "Get Down Make Love"
9. "You're My Best Friend"
10. "Now I'm Here"
11. "Somebody To Love"
12. "Spread Your Wings"
13. "Love Of My Life"
14. "Keep Yourself Alive"
15. bateria: solo
16. Guitarra: solo
17. "Bohemian Rhapsody"
18. "Tie Your Mother Down"
19. "Sheer Heart Attack"
20. "Jailhouse Rock"
21. "We Will Rock You"
22. "We Are The Champions"
23. "God Save The Queen"

## Cronograma de shows
| Data                              | Cidade            | País               | Local                                         |
| América do Norte                  | América do Norte  | América do Norte   | América do Norte                              |
| --------------------------------- | ----------------- | ------------------ | --------------------------------------------- |
| 28 de outubro de 1978             | Dallas            | Estados Unidos     | Dallas Convention Center                      |
| 29 de outubro de 1978             | Memphis           | Estados Unidos     | Mid-South Coliseum                            |
| 31 de outubro de 1978             | Nova Orleans      | Estados Unidos     | New Orleans Municipal Auditorium              |
| 3 de novembro de 1978             | Pembroke Pines    | Estados Unidos     | Hollywood Sportatorium                        |
| 4 de novembro de 1978             | Lakeland          | Estados Unidos     | Lakeland Civic Center                         |
| 6 de novembro de 1978             | Landover          | Estados Unidos     | Capital Centre                                |
| 7 de novembro de 1978             | New Haven         | Estados Unidos     | New Haven Coliseum                            |
| 9 de novembro de 1978             | Detroit           | Estados Unidos     | Cobo Hall                                     |
| 10 de novembro de 1978            | Detroit           | Estados Unidos     | Cobo Hall                                     |
| 11 de novembro de 1978            | Kalamazoo         | Estados Unidos     | Wings Stadium                                 |
| 13 de novembro de 1978            | Boston            | Estados Unidos     | Boston Garden                                 |
| 14 de novembro de 1978            | Providence        | Estados Unidos     | Providence Civic Center                       |
| 16 de novembro de 1978            | Nova York         | Estados Unidos     | Madison Square Garden                         |
| 17 de novembro de 1978            | Nova York         | Estados Unidos     | Madison Square Garden                         |
| 19 de novembro de 1978            | Uniondale         | Estados Unidos     | Nassau Coliseum                               |
| 20 de novembro de 1978            | Filadélfia        | Estados Unidos     | The Spectrum                                  |
| 22 de novembro de 1978            | Nashville         | Estados Unidos     | Nashville Municipal Auditorium                |
| 23 de novembro de 1978            | St. Louis         | Estados Unidos     | Checkerdome                                   |
| 25 de novembro de 1978            | Richfield         | Estados Unidos     | Richfield Coliseum                            |
| 26 de novembro de 1978            | Cincinnati        | Estados Unidos     | Riverfront Coliseum                           |
| 28 de novembro de 1978            | Buffalo           | Estados Unidos     | Buffalo Memorial Auditorium                   |
| 30 de novembro de 1978            | Ottawa            | Canadá             | Ottawa Civic Centre                           |
| 1 de dezembro de 1978             | Montreal          | Canadá             | Montreal Forum                                |
| 3 de dezembro de 1978             | Toronto           | Canadá             | Maple Leaf Gardens                            |
| 4 de dezembro de 1978             | Toronto           | Canadá             | Maple Leaf Gardens                            |
| 6 de dezembro de 1978             | Madison           | Estados Unidos     | Dane County Coliseum                          |
| 7 de dezembro de 1978             | Chicago           | Estados Unidos     | Chicago Stadium                               |
| 8 de dezembro de 1978             | Kansas City       | Estados Unidos     | Kemper Arena                                  |
| 12 de dezembro de 1978            | Seattle           | Estados Unidos     | Seattle Center Coliseum                       |
| 13 de dezembro de 1978            | Portland          | Estados Unidos     | Portland Memorial Coliseum                    |
| 14 de dezembro de 1978            | Vancouver         | Canadá             | Pacific Coliseum                              |
| 16 de dezembro de 1978            | Oakland           | Estados Unidos     | Oakland Coliseum Arena                        |
| 18 de dezembro de 1978            | Inglewood         | Estados Unidos     | The Forum                                     |
| 19 de dezembro de 1978            | Inglewood         | Estados Unidos     | The Forum                                     |
| 20 de dezembro de 1978            | Inglewood         | Estados Unidos     | The Forum                                     |
| Europa (Live Killers)             |                   |                    |                                               |
| 17 de janeiro de 1979             | Hamburgo          | Alemanha Ocidental | Ernst-Merck-Halle                             |
| 18 de janeiro de 1979             | Kiel              | Alemanha Ocidental | Ostseehalle                                   |
| 20 de janeiro de 1979             | Bremen            | Alemanha Ocidental | Stadthalle Bremen                             |
| 21 de janeiro de 1979             | Dortmund          | Alemanha Ocidental | Westfalenhallen                               |
| 23 de janeiro de 1979             | Hanôver           | Alemanha Ocidental | Messesportpalace                              |
| 24 de janeiro de 1979             | Berlim Ocidental  | Alemanha Ocidental | Deutschlandhalle                              |
| 26 de janeiro de 1979             | Bruxelas          | Bélgica            | Forest National                               |
| 27 de janeiro de 1979             | Bruxelas          | Bélgica            | Forest National                               |
| 29 de janeiro de 1979             | Roterdã           | Países Baixos      | Ahoy                                          |
| 30 de janeiro de 1979             | Roterdã           | Países Baixos      | Ahoy                                          |
| 1 de fevereiro de 1979            | Colônia           | Alemanha Ocidental | Cologne Sporthalle                            |
| 2 de fevereiro de 1979            | Frankfurt am Main | Alemanha Ocidental | Festhalle Frankfurt                           |
| 4 de fevereiro de 1979            | Zurique           | Suíça              | Hallenstadion                                 |
| 6 de fevereiro de 1979            | Zagreb            | Iugoslávia         | Dom Sportova                                  |
| 7 de fevereiro de 1979            | Ljubljana         | Iugoslávia         | Tivolli Hall                                  |
| 10 de fevereiro de 1979           | Munique           | Alemanha Ocidental | Rudi-Sedlmayer-Halle                          |
| 11 de fevereiro de 1979           | Munique           | Alemanha Ocidental | Rudi-Sedlmayer-Halle                          |
| 13 de fevereiro de 1979           | Böblingen         | Alemanha Ocidental | Böblingen Sporthalle                          |
| 15 de fevereiro de 1979           | Saarbrücken       | Alemanha Ocidental | Saarlandhalle                                 |
| 17 de fevereiro de 1979           | Lyon              | França             | Palais des Sports de Gerland                  |
| 19 de fevereiro de 1979           | Barcelona         | Espanha            | Palau dels Esports de Barcelona               |
| 20 de fevereiro de 1979           | Barcelona         | Espanha            | Palau dels Esports de Barcelona               |
| 22 de fevereiro de 1979           | Madri             | Espanha            | Palacio de Deportes de la Comunidad de Madrid |
| 23 de fevereiro de 1979           | Madri             | Espanha            | Palacio de Deportes de la Comunidad de Madrid |
| 25 de fevereiro de 1979           | Poitiers          | França             | Arènes de Poitiers                            |
| 27 de fevereiro de 1979           | Paris             | França             | Pavillon de Paris                             |
| 28 de fevereiro de 1979           | Paris             | França             | Pavillon de Paris                             |
| 1 de março de 1979                | Paris             | França             | Pavillon de Paris                             |
| Ásia                              |                   |                    |                                               |
| 13 de abril de 1979               | Tóquio            | Japão              | Nippon Budokan                                |
| 14 de abril de 1979               | Tóquio            | Japão              | Nippon Budokan                                |
| 19 de abril de 1979               | Osaka             | Japão              | Osaka Festival Hall                           |
| 20 de abril de 1979               | Osaka             | Japão              | Osaka Festival Hall                           |
| 21 de abril de 1979               | Kanazawa          | Japão              | Jissenrinri Kinen Hall                        |
| 23 de abril de 1979               | Tóquio            | Japão              | Nippon Budokan                                |
| 24 de abril de 1979               | Tóquio            | Japão              | Nippon Budokan                                |
| 25 de abril de 1979               | Tóquio            | Japão              | Nippon Budokan                                |
| 27 de abril de 1979               | Kobe              | Japão              | Kobe Central International Display            |
| 28 de abril de 1979               | Nagoia            | Japão              | Portmesse Nagoya                              |
| 30 de abril de 1979               | Fukuoka           | Japão              | Fukuoka Kyuden Kinen Gymnasium                |
| 1 de maio de 1979                 | Fukuoka           | Japão              | Fukuoka Kyuden Kinen Gymnasium                |
| 2 de maio de 1979                 | Yamaguchi         | Japão              | Yamaguchi Prefectural Athletic Association    |
| 5 de maio de 1979                 | Sapporo           | Japão              | Makomanai Ice Arena                           |
| 6 de maio de 1979                 | Sapporo           | Japão              | Makomanai Ice Arena                           |
| Europa (Saarbrucken Open Air '79) |                   |                    |                                               |
| 18 de agosto de 1979              | Saarbrücken       | Alemanha Ocidental | Ludwigsparkstadion                            |